# Семенов Юрій Олексійович
Юрій Олексійович Семенов (1947—2025) — український палеонтолог і зоолог, кандидат біологічних наук (1986), фахівець з хижих ссавців неогену України. Автор понад 40 наукових праць, зокрема однієї монографії. Описав вісім нових для науки видів викопних хребетних тварин з неогену України: п'ять видів гієн, два види кажанів і один вид саламандр.

## Життєпис
Народився 4 березня 1947 року у Києві. 1965 року закінчив київську середню школу № 112, після чого влаштувався в Інститут зоології АН УРСР, де спочатку працював у відділі експериментальної екології, але невдовзі перейшов до відділу палеозоології, що опікувався щойно створеним Палеонтологічним музеєм. Не перериваючи роботу в 1966 році поступив на вечірнє відділення біологічного факультету Київського університету, яке успішно закінчив 1972 року. Після перерви на військову службу, у 1973 році повернувся до роботи у відділ палеозоології Інституту зоології, де й працював до виходу на пенсію у 2017 році (зокрема після переведення відділу до Національного науково-природничого музею НАН України у 1996 році). У 1986 році захистив кандидатську дисертацію. Протягом 2005—2007 років був завідувачем Палеонтологічного музею.
Помер 19 травня 2025 року.

## Деякі найважливіші публікації
- Семенов Ю. А. 1975. Иктитерий гиппарионовый (Ictitherium hipparionum) из мэотических отложений села Черевичного Одесской области. Вестник зоологии, 2: 34–38.
- Короткевич Е. Л., Семенов Ю. А. 1975. Первая находка неогеновой росомахи Plesiogulo crassa в Северном Причерноморье. Вестник зоологии, 4: 33–38.
- Семенов Ю. А. 1985. Ictitherium pannonicum (Carnivora, Viverridae) из мэотических отложений Северного Причерноморья. Вестник зоологии, 6: 23–27.
- Семенов Ю. А. 1988. Ictitherium spelaeum — новый вид иктитерия (Carnivora, Viverridae) из среднего сармата Украины. Вестник зоологии, 4: 45–49.
- Семенов Ю. А. 1989. Иктитерии и морфологически сходные гиены неогена СССР. Киев: Наукова думка. 180 с.
- Semenov Y. A. 1994. Allohyaena sarmatica (Carnivora, Mammalia): A new hyaenid species from the late Miocene of the Ukraine. Acta Zoologica Cracoviensia, 37: 31–38.
- Semenov Y. A. 1996. Auditory bulla structure and relationships of the family Hyaenidae. Acta Zoologica Cracoviensia, 39: 473—476.
- Wolsan M., Semenov Y. A. 1996. A revision of the late Miocene mustelid carnivoran Eomellivora. Acta Zoologica Cracoviensia, 39 (1): 593—604.
- Semenov Y. 2001. Stratigraphic distribution of the terrestrial carnivores in the Vallesian and Turolian of Ukraine. Beiträge zur Paläontologie, 26: 139—144.
- Семенов Ю. О. 2001. Стратиграфічний розподіл хижих ссавців суходолу у пізньому міоцені України. Вісник Національного науково-природничого музею. 1: 52–67.
- Morlo M., Semenov Y. 2004. New dental remains of Machairodus Kaup, 1833 (Felidae, Carnivora, Mammalia) from the Turolian of Ukraine: Significance for the evolution of the genus. Kaupia: Darmstädter Beiträge zur Naturkunde, 13: 123—138.
- Semenov Y. 2008. Taxonomical reappraisal of «ictitheres» (Mammalia, Carnivora) from the Late Miocene of Kenya. Comptes Rendus Palevol, 7 (8): 529—539.
- Rosina V. V., Semenov Y. A. 2012. New taxa of vespertilionid bats (Chiroptera, Mammalia) from the Late Miocene of Ukraine. Neues Jahrbuch fur Geologie und Palaontologie-Abhandlungen, 264 (3): 191—203.
- Vasilyan D., Böhme M., Chkhikvadze V. M., Semenov Y. A., Joyce W. G. 2013. A new giant salamander (Urodela, Pancryptobrancha) from the Miocene of eastern Europe (Grytsiv, Ukraine). Journal of Vertebrate Paleontology, 33(2): 301—318.

## Описані таксони
- Ictitherium spelaeum Semenov, 1988 (вид гієн), зараз розглядається як Thalassictis spelaea (Semenov, 1988)
- Hyaenotherium Semenov, 1989 (рід гієн)
- Hyaenotherium magnum Semenov, 1989 (вид гієн)
- Hyaenictitherium venator Semenov, 1989 (вид гієн)
- Hyaenictitherium hyaenoides orlovi Semenov, 1989 (підвид гієн)
- Miohyaenotherium Semenov, 1989 (рід гієн)
- Miohyaenotherium bessarabicum Semenov, 1989 (вид гієн)
- Allohyaena sarmatica Semenov, 1994 (вид гієн)
- Eptenonnus gritsevensis Rosina & Semenov, 2012 (вид кажанів)
- Myotis korotkevichae Rosina & Semenov, 2012 (вид кажанів)
- Ukrainurus Vasilyan, Böhme, Chkhikvadze, Semenov & Joyce, 2013 (рід саламандр)
- Ukrainurus hypsognathus Vasilyan, Böhme, Chkhikvadze, Semenov & Joyce, 2013 (вид саламандр)

## Вшанування
На честь дослідника названо принаймні три види викопних хребетних тварин:
- Emys semjonovi Chkhikvadze, 1983 (вид черепах)
- Pipistrellus semenovi Rosina & Sinitsa, 2014 (вид кажанів)
- Planopusa semenovi Koretsky & Rahmat, 2021 (вид тюленів)